# 21301 Zanin
21301 Zanin è un asteroide della fascia principale. Scoperto nel 1996, presenta un'orbita caratterizzata da un semiasse maggiore pari a 2,2845472 UA e da un'eccentricità di 0,0921291, inclinata di 5,38455° rispetto all'eclittica.